# Климентьев, Григорий Григорьевич
Григорий Григорьевич Климентьев (род. 13 декабря 2000 года) — российский гимнаст, бронзовый призёр чемпионата мира 2021 года в упражнениях на кольцах. Чемпион России 2021 года.

## Биография
Родился 13 декабря 2000 года. Живёт и тренируется в Пензе.
В 2018 году стал чемпионом Европы среди юниоров в упражнениях на кольцах и командном зачёте.
В 2021 году победил на чемпионате России в упражнениях на кольцах. Затем выступил на чемпионате мира в Японии, где завоевал бронзу в упражнениях на кольцах. Также победил на Кубке мира в той же дисциплине.